# Augusta Euphratensis
Augusta Euphratensis ali krajše Euphratensis (grško starogrško Εὑφρατησία, Euphratēsía, slovensko Evfratska Provinca) je bila poznorimska in zatem bizantinska provinca na ozemlju sedanje Sirije in Turčije. Spadala je v bizantinsko Diecezo Vzhod.

## Zgodovina
Rimska Evfratska provinca je bila ustanovjena med letoma 330 in 350, najverjetneje leta 341,  na ozemlju Kelesirije na zahodnem bregu Evfrata. Obsegala je ozemlje Komagene in Kirestike. Glavno mesto province je bil Kir ali morda Hierapolis Bambyce. Po Teodozijevi I. delitvi Rimskega cesarstva leta 395 je pripadla Bizantinskemu cesarstvu. Na Veronskem seznamu provinc (Laterculus Veronensis) je bila od okoli leta 314. 
Rimskokatoliška in pravoslavna svetnika Sergej in Bah sta bila domnevno mučena v Resafi v Evfratski provinci. Resafa je bila kasneje preimenovana v Sergiopolis. Večji mesti v provinci sta bili tudi Samosata in  Zeugma.